# Рябово (Островский район)
Рябово — деревня в Горайской волости Островского района Псковской области.
Расположена на левом берегу реки Синяя, в 33 км к югу от города Остров, в 16 км к юго-западу от волостного центра, деревни Крюки и в 14 км к юго-западу от деревни Гораи.
Численность населения деревни по состоянию на 2000 год составляла 1 человек.
До 3 июня 2010 года деревня входила в состав ныне упразднённой Синерецкой волости с центром в д.Гривы.